# Merceda
Merceda – imię żeńskie, pochodzi od wyrażenia [Maria] de las Mercedes (po polsku łaski pełna, a chodzi o Matkę Boską).
Od imienia Mercédès Jellinek, córki Emila Jellinka, generalnego przedstawiciela firmy Daimler, pochodzi nazwa marki samochodów Mercedes. W Polsce bardzo rzadko używane ze względu na spółgłoskowy wygłos oraz fakt, iż wyraz ten bardziej znany jest jako marka samochodu (i powszechnie postrzegany jako posiadający rodzaj męski), niż imię żeńskie.
Znane osoby noszące to imię:
- Mercedes Ruehl – amerykańska aktorka
- Mercedes McCambridge – amerykańska aktorka
- Mercedes McNab – kanadyjska aktorka
- Mercedes Paz – argentyńska tenisistka
- Mercedes Lackey – amerykańska pisarka science fiction i fantasy
- Mercedes de Acosta – amerykańska poetka
- Maria de las Mercedes Orleańska – królowa Hiszpanii
- Maria de las Mercedes Sycylijska – matka króla Hiszpanii Jana Karola I

Postacie fikcyjne:
- Mercedes występuje w powieści Hrabia Monte Christo Aleksandra Dumasa (imię to nosi narzeczona głównego bohatera).
- W operze Carmen G. Bizeta imię Mercedes nosi jedna z Cyganek, które wraz z główną bohaterką towarzyszą przemytnikom.
- W grze Grand Theft Auto: Vice City to imię nosi zajmująca się prostytucją córka pułkownika Juana Corteza, Mercedes Cortez. Głosu użyczyła jej Fairuza Balk.